# Pseudopisinna
Pseudopisinna is een geslacht van weekdieren uit de klasse van de Gastropoda (slakken).

## Soorten
- Pseudopisinna alvea (Laseron, 1950)
- Pseudopisinna balteata Ponder & Yoo, 1981
- Pseudopisinna costata Ponder & Yoo, 1981
- Pseudopisinna gregaria (Laseron, 1950)